# Oncicola schacheri
Oncicola schacheri är en hakmaskart som beskrevs av Schmidt 1972. Oncicola schacheri ingår i släktet Oncicola och familjen Oligacanthorhynchidae. Inga underarter finns listade i Catalogue of Life.